# 노르웨이 저기압 모형
노르웨이 저기압 모형(Norwegian cyclone model)은 제1차 세계 대전 직후 베르겐 기상학 학교에서 개발한, 온대 저기압의 형성에 대한 과학 모형으로, 온대 저기압이 전선을 따라 올라가며 발달해, 최종적으로는 폐색전선이 형성되어 순압 환경이 된다는 내용이다. 노르웨이 저기압 모형은 지상에서의 기상 관측 결과, 특히 전선 근처의 구름 관측을 토대로 개발되었다.

## 개발 과정
전선 이론은 제1차 세계 대전에서 노르웨이의 해안가 관측 자료를 연구했던 야코브 비에르크네스에서 유래한다. 야코브는 저기압으로 들어가는 공기 흐름이 저기압 앞과 뒤에 있는 수렴대 2개를 중심으로 모인다고 보았으며, 앞의 선은 조종선(온난전선), 뒤의 선은 스콜선(한랭전선)이라고 불렀다. 구름과 비는 이 수렴대를 중심으로 일어나는 것처럼 보였다. 전선 이론을 통해 기단 이론이 발생하였으나, 저기압의 3차원 구조를 알기 위해서는 1940년대 대기 상부 관측 기술이 발달할 때까지 기다려야 했다.

## 발달
대기 상부에서 교란이 일어나면, 넓은 저기압 형태로 전선면을 따라 파동이 발생하며, 온난전선의 차가운 부분에서 저기압의 앞쪽을 향해 강수가 시작된다. 기압이 내려갈수록 한랭전선과 온난전선은 더욱 명확하게 드러난다. 온대 저기압이 성숙해감에 따라 대기 상부의 교란이 저기압의 차가운 부분으로 이동하며, 한랭전선이 온난전선을 따라잡으며 폐색전선이 형성된다. 온대 저기압이 대기 교란으로 인해 차가운 부분과 분리되고, 한랭전선과 온난전선의 온도 차이가 줄어듬에 따라, 저기압의 세기는 약해지며, 한랭 저기압이 된다. 전선은 저기압의 적도 부분을 감싸면서 약해지며, 다시 대기 상부에서 교란이 일어날 때까지 유지된다.

## 컨베이어 벨트

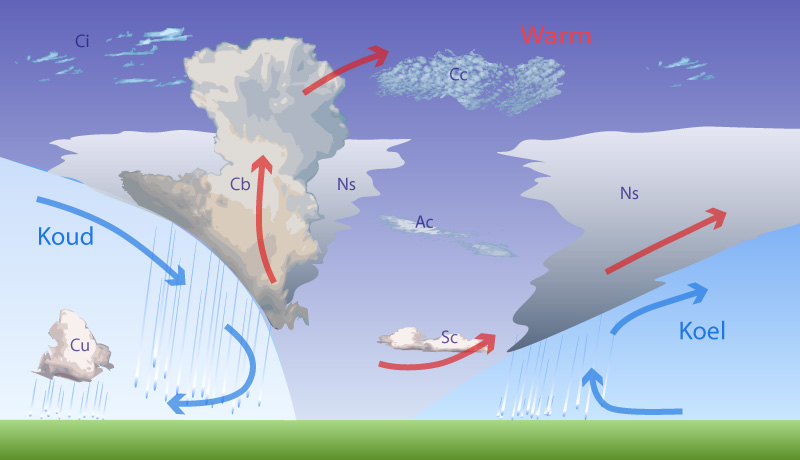
온대 저기압의 단면. 앞서가는 온난전선의 경계면은 뭉툭하고, 뒤따라가는 한랭전선의 경계면은 날렵하다.

온난 컨베이어 벨트(warm conveyor belt)는 온대 저기압의 한랭전선 앞쪽의 따듯하고 습한 공기가 움직이는 과정을 설명하는 용어로, 1969년 처음 제기된 이론이다. 컨베이어 벨트의 한랭전선 쪽 경계는 밀도가 더 큰 차가운 공기가 파고들기 때문에 경사가 급하며, 온난전선 쪽 경계는 경사가 완만하다. 온난전선 앞쪽에는 층운이 생기며, 이 지역에 비가 내릴 경우 저기압이 추가로 발달할 가능성이 있다. 컨베이어 벨트의 일부는 편서풍을 따라 북반구 기준으로 반시계 방향으로 회전하는데, 서쪽 부분은 북반구 기준 북서쪽을 감싸는 형태가 되어, 이 지역에서는 강우량이 많아진다. 기단이 충분히 차가울 경우, 비 대신 눈이 내린다. 1980년대에 제기되었던 이론에는 온난전선 위쪽에서 유래하여 북반구 기준 시계 방향으로 회전하는 한랭 컨베이어 벨트의 존재를 주장했으나, 실제로 존재하는지에 대해서는 불분명하다.

## 같이 보기
- 온대 저기압
- 기상 관측